# Indice de Ryznar
L’indice de Ryznar ou indice de stabilité de Ryznar (RSI) est un indice qui permet de définir une tendance agressive (corrosive) ou entartrante de l’eau.
L'indice porte le nom de John William Ryznar (1912-1996), qui a notamment publie en 1944 "A New Index for Determining Amount of Calcium Carbonate Scale Formed by a Water". 
Sa formule est :
RSI = 2 pHs - pH.
- Inférieur ou égal à 6,5 : pas de tendance corrosive.
- Supérieur à 6,5 et inférieur ou égal à 7,2 : corrosion légère.
- Supérieur à 7,2 et inférieur ou égal à 7,8 : corrosion légère (sévère si supérieur à 60 dC).
- Supérieur à 7,8 et inférieur ou égal à 8,5 : corrosion sévère (si supérieur à 15 dC).
- Supérieur à 8,5 : corrosion très importante. Un métal pourra donc se corroder facilement.